# Тондела
Тонде́ла (порт. Tondela; [tõ'dɛlɐ]) — город в Португалии, центр одноимённого муниципалитета в составе округа Визеу. Находится в составе крупной городской агломерации Большое Визеу. По старому административному делению входил в провинцию Бейра-Алта. Входит в экономико-статистический субрегион Дан-Лафойнш, который входит в Центральный регион. Численность населения — 14,1 тыс. жителей (город), 28,9 тыс. жителей (муниципалитет) на 2011 год. Занимает площадь 371,22 км².
Праздник города — 16 сентября.

## Расположение
Город расположен в 20 км на юго-запад от адм. центра округа города Визеу.
Муниципалитет граничит:
- на севере — муниципалитеты Возела, Оливейра-де-Фрадеш
- на северо-востоке — муниципалитет Визеу
- на юго-востоке — муниципалитет Каррегал-ду-Сал
- на юге — муниципалитет Санта-Комба-Дан
- на юго-западе — муниципалитет Мортагуа
- на западе — муниципалитет Агеда

## История
Город основан в 1515 году.

## Города-побратимы
- Ланнемезан (Франция, с 1995)

## Транспорт
| Численность населения муниципалитета по годам | Численность населения муниципалитета по годам | Численность населения муниципалитета по годам | Численность населения муниципалитета по годам | Численность населения муниципалитета по годам | Численность населения муниципалитета по годам | Численность населения муниципалитета по годам | Численность населения муниципалитета по годам | Численность населения муниципалитета по годам |
| --------------------------------------------- | --------------------------------------------- | --------------------------------------------- | --------------------------------------------- | --------------------------------------------- | --------------------------------------------- | --------------------------------------------- | --------------------------------------------- | --------------------------------------------- |
| 1801                                          | 1849                                          | 1900                                          | 1930                                          | 1960                                          | 1981                                          | 1991                                          | 2001                                          | 2004                                          |
| 3417                                          | 17 880                                        | 30 622                                        | 34 632                                        | 38 917                                        | 35 906                                        | 32 049                                        | 31 152                                        | 31 026                                        |

## Состав муниципалитета
В муниципалитет входят следующие районы:
1. Баррейру-де-Бештейруш
2. Кампу-де-Бештейруш
3. Канаш-де-Санта-Мария
4. Капарроза
5. Каштелойнш
6. Дардаваш
7. Феррейрош-ду-Дан
8. Гуардан
9. Лажеоза-ду-Дан
10. Лобан-да-Бейра
11. Молелуш
12. Моштейринью
13. Моштейру-де-Фрагуаш
14. Мораш
15. Нандуфе
16. Парада-де-Гонта
17. Сабугоза
18. Сантьягу-де-Бештейруш
19. Силвареш
20. Сан-Жуан-ду-Монте
21. Сан-Мигел-ду-Отейру
22. Тонда
23. Тондела
24. Торигу
25. Валверде
26. Вила-Нова-да-Раинья
27. Вилар-де-Бештейруш